# Latschasee
Der Latschasee (auch kurz Latscha; russisch о́зеро Ла́ча, osero Latscha, auch Ла́че, Latsche) ist ein 334 km² großer See im Norden der Osteuropäischen Ebene im europäischen Teil Russlands.

## Allgemeines
Er liegt im äußersten Südwesten der Oblast Archangelsk und ist mit einer Länge von 33 km (in Nord-Süd-Richtung) und einer Breite von bis zu 14 km deren größter See. 
Die Ufer des Sees sind flach und sumpfig, sodass es unmittelbar am See nur mehrere nahe beieinander liegende Dörfer an seinem Südostende gibt. Den Abfluss des Sees stellt im Norden die Onega dar, an der etwa fünf Kilometer unterhalb des Sees die Kleinstadt Kargopol liegt. Größter Zufluss des Latschasees ist die in sein Südende mündende, aus dem etwa 50 km entfernten Woschesee kommende Swid. Weitere größere Zuflüsse sind (im Uhrzeigersinn) an der Südostseite Kinema und Kowscha, an der Westseite Uchta, Tichmanga und Lekschma.
Der See friert von November bis Mai zu.
Auf der Westseite führt in einigen Kilometern Entfernung die teils unbefestigte und schlecht unterhaltene Regionalstraße R1 von Archangelsk über Kargopol in den Nordwestteil der benachbarten Oblast Wologda in Richtung Wytegra um den See.

## Nutzung
Der Latschasee ist Teil einer 100 km langen Binnenwasserstraße, die von Kargopol die Swid aufwärts bis zum Dorf Gorka führt.
Auf dem Latschasee wird Fischerei betrieben. Von dort stammen bis zu 30 % der in der Oblast Archangelsk gefangenen Süßwasserfische (vorwiegend Brachsen).